# William Bronk
William Bronk est un poète américain né le 17 février 1918 à Fort Edward dans l'État de New York et décédé le 22 février 1999 à Hudson Falls (New York). 
Il est le descendant de Jonas Bronck qui est à l'origine du nom de Bronx. Il a également publié des essais.

## Œuvres (liste partielle)

### Poésie
- Light and Dark (1956), édition augmentée en 1975
- The World, the Worldless (1964)
- The Empty Hands (1969)
- That Tantalus (1971)
- Utterances: The Loss of Grass, Trees, Water: The Unbecoming of Wanted and Wanter (1972)
- To Praise the Music (1972)
- Looking at It (1973)
- A Partial Glossary: Two Essays (1974)
- The Stance (1975)
- Silence and Metaphor (1975)
- Finding Losses (1976)
- The Meantime (1976)
- My Father Photographed with Friends and Other Pictures (1976)
- Twelve Losses Found (1976)
- That Beauty Still (1978)
- Life Supports: New and Collected Poems (1981), ce recueil remporte le National Book Award 1982
- Light in a Dark Sky (1982)
- Careless Love and Its Apostrophes (1985)
- Manifest; And Furthermore (1987)
- Death Is the Place (poems) (1989)
- Living Instead (poems) (1991)
- Some Words (poems) (1992)
- The Mild Day (poems) (1993)
- Our Selves (poems) (1994)
- Selected Poems (1995), anthologie composée par Henry Weinfield
- The Cage of Age (poems) (1996)
- Life Supports (poems) (1997)
- All of What We Loved (poems) (1998)
- Some Words (poems) (1998)
- Metaphor of Trees and Last Poems (1999)
- Bursts of Light: The Collected Later Poems (2012)

### Essais
- The New World (1974)
- The Brother in Elysium (1980)
- Vectors and Smoothable Curves (1983), nouvelle édition 1997